# Avis Budget Group
Avis Budget Group, Inc. è una holding statunitense operante nel settore del noleggio auto, con sede a Parsippany, nello stato del New Jersey. È la società madre di diversi marchi, tra cui Avis Car Rental, Budget Rent a Car, Budget Truck Rental, Payless Car Rental e Zipcar.
L’azienda gestisce anche numerosi marchi regionali di dimensioni minori, tra cui ACL Hire, Apex Car Rentals, AmicoBlu, France Cars, Maggiore, MoriniRent, TurisCar e TurisPrime.

## Storia

### Origini e formazione
Le origini del gruppo risalirono alla fondazione di Avis Rent a Car nel 1946 da parte di Warren Avis, che aprì la prima agenzia di autonoleggio all’interno di un aeroporto, a Willow Run, nei pressi di Detroit. L’iniziativa rappresentò una svolta per l’intero settore. Avis si espanse rapidamente sia negli Stati Uniti sia a livello internazionale.
Nel 1958, Morris Mirkin fondò a Los Angeles la Budget Rent a Car, un’azienda focalizzata su servizi di noleggio a basso costo. Anch’essa conobbe una rapida crescita nel mercato americano e internazionale.
Nel 2006, a seguito della decisione di dissolvere il marchio Cendant Corporation e di suddividerne le attività in quattro entità distinte, la divisione di noleggio veicoli venne riorganizzata e divenne Avis Budget Group, Inc., accorpando i marchi Avis e Budget in un’unica società autonoma.

### Espansione e acquisizioni
Nel 2011, Avis Budget Group acquisì Avis Europe, che fino ad allora operò come licenziataria indipendente dei marchi Avis e Budget in Europa, riunendo così i due brand a livello globale sotto un’unica proprietà.
Nel settembre 2012, il gruppo acquisì la compagnia neozelandese Apex Car Rentals, rafforzando la propria presenza nella regione Asia-Pacifico.
Nel marzo 2013, acquisì per circa 500 milioni di dollari la società statunitense di car sharing Zipcar, fondata nel 2000, espandendosi nel mercato della mobilità condivisa. Nello stesso anno acquisì Payless Car Rental, una compagnia statunitense fondata nel 1971, attiva nel segmento low-cost del mercato del noleggio auto.
Nel aprile 2015, Avis Budget Group concluse l’acquisizione del Gruppo Maggiore, la quarta compagnia di autonoleggio in Italia per dimensioni, ampliando ulteriormente la propria presenza nel mercato europeo.
Durante la pandemia di COVID-19, l’aumento della domanda di noleggi auto portò a un’impennata nel valore delle azioni dell’azienda, che divenne una "meme stock" nel novembre 2021, con una performance che vide il titolo raddoppiare di valore in una sola giornata.
Tuttavia, nonostante i ricavi in crescita, il valore azionario cominciò a diminuire nel 2024, a causa dell’aumento dei tassi d’interesse federali e del calo dei valori di rivendita delle auto usate.